# زالمان شوكن
زالمان شوكِن (بالألمانية: Salman Schocken) (30 أكتوبر 1877 – 6 أغطسطس 1959) ناشر يهودي ألماني وشريك مؤسس في سلسلة متاجر شوكن في ألمانيا.
جردته الحكومة الألمانية من جنسيته، وأجبرته على بَيْع شركته، وهاجر إلى فلسطين تحت الانتداب البريطاني عام 1934، حيث اشترى صحيفة هاآرتس (والتي ما زالت عائلته تمتلك معظمها). وانتقل في عام 1940 إلى الولايات المتحدة الأمريكية حيث أسس دار نشر شوكن بوكس.

## حياته
ولد في 30 أكتوبر 1877، في مارغونين في بوزن في الرايخ الألماني (حاليا في بولندا)، وكان أبوه حارس متجر. وانتقل في عام 1901 إلى تسفيكاو وهي مدينة ألمانية في جنوب غرب ولاية ساكسونيا، ليعمل مساعدا في إدارة في متجر يمتلكه أخوه. وبنوا معا ذلك العمل وأسسوا سلسلة متاجر شوكن عبر ألمانيا.
وتشتهر تلك السلسلة بالتصميم المعماري للمهندس المعماري الألماني اليهودي إريش مندلسون، لفروع السلسلة في نورمبرغ (1926) وشتوتغارت (1928) وشيمنيتس (1930) (والأخيرة هي التي بقيت حتى اليوم).
وفي عام 1930 كانت سلسلة متاجر شوكن واحدة من أكبر المتاجر في أوروبا، بحوالي 20 متجرا. وبعد موت أخيه سيمون في عام 1929، وكذلك بعد موت صديقه فرانتس روزنتسفايغ، أصبح زالمان شوكن هو المالك الوحيد للسلسلة.
وفي عام 1915 شارك في تأسيس الصحيفة الصهيونية «دير يودن» (اليهودي) (مع مارتن بوبر). وكان زالمان شوكن يدعم مارتن بوبر ماليا، وكذلك العديد من اليهود الآخرين أمثال غيروشوم شوليم وشموئيل يوسف عجنون. وأسس في عام 1930 معهد شوكن للبحث العلمي حول الشعر العبري في برلين، وهو مركز بحث علمي هدفه اكتشاف ونشر مخطوطات الشعر العبري في القرون الوسطى. واستلهم فكرة إنشاء ذلك المعهد من حلم كان يراوده كثيرا عن إيجاد معادل يهودي للأدب الفولكلوري في ألمانيا، مثل ملحمة النيبيلنجنليد.
وفي عام 1931 أسس شركة دار نشر شوكن، التي طبعت كتب لكتاب ألمان يهود منهم فرانتس كافكا وفالتر بنيامين، وساهمت في نشر أعمالهم، كما أعادت طبع ترجمة بوبر وروزنتسايغ للكتاب المقدس. وبسبب تلك الأعمال أطلق عليه صديقه شوليم لقب «التاجر الصوفي».
وفي عام 1933 جرده الألمان من الجنسية الألمانية. وأجبروه على بيع شركاته الألمانية إلى شركة ميركور، لكنه استطاع أن يستعيد بعض ممتلكاته بعد الحرب العالمية الثانية.

## فلسطين
في عام 1934 غادر شوكن ألمانيا إلى فلسطين. وفي القدس بنى مكتبة شوكن، التي صممها أيضا إريش مندلسون. وأصبح عضوا في مجلس إدارة الجامعة العبرية في القدس، واشترى صحيفة هاآرتس الإسرائيلية بمبلغ 23 ألف جنيه إسترليني في عام 1935. وأصبح ابنه الأكبر غيرشوم شوكن رئيس تحريرها في عام 1939 وظل في ذلك المنصب حتى وفاته عام 1990. وتمتلك عائلة شوكن اليوم حصة 60% من الصحيفة.
وأسس زالمان شوكن أيضا دار نشر شوكن، في نيويورك بمساعدة هانا أرنت وناحوم غلاتزر، وافتتح فرعا آخر لها هو شوكن بوكس. وفي عام 1987 بيعت شوكن بوكس إلى مجموعة نشر كنوبف دوبلداي المملوكة لدار نشر راندوم هاوس، المملوكة من شركة بيرتلسمان منذ عام 1998.
وكان عضوا في مجلس إدارة الصندوق القومي اليهودي وساعد في شراء الأراضي في منطقة خليج حيفا.
وكان راعيا للأديب اليهودي شموئيل يوسف عجنون خلال سنواته في ألمانيا. وتقديرا لموهبته الأدبية دفع شوكن له منحة تخلص بها من مشاكله المالية، وسمحت له أن يتفرغ للكتابة. وقد فاز عجنون بجائزة نوبل للأدب في عام 1966.

## الولايات المتحدة
في عام 1940 غادر شوكن فلسطين مع عائلته باستثناء ابنه غيرشوم، واستقر في الولايات المتحدة.
ومات بأزمة قلبية في 6 أغسطس 1959 أثناء إجازة في منتجع في جبال الألب في بونتريسينا في سويسرا. ودفن في إسرائيل.

## العائلة
تزوج في عام 1910 تسيرلين إيرمان من فرانكفورت وكانت تبلغ من العمر عشرين عاما. وأنجبا أربعة أبناء وابنة واحدة. الابن الأكبر غوستاف غيرشوم شوكن خلف أبيه في دار نشر شوكن في تل أبيب وفي صحيفة هاآرتس. والابن الآخر غيديون شوكن أصبح مقاتلا في منظمة الهاجاناه، ولاحقا جنرالا ورئيسا لمديرية القوى العاملة في الجيش الإسرائيلي.

## دار نشر شوكن في القدس
تقع دار نشر شوكن في 7 شارع سمولينكن في حي ريحافيا في القدس. وصممها المهندس المعماري الألماني إريش مندلسون. وأنشأ المبنى بحجر القدس بين عامي 1934 و1936، وكان في الأساس محاطا بحديقة تبلغ مساحتها 6 آلاف متر مربع. وفي عام 1957 بيعت الأرض إلى أكاديمية القدس للموسيقى والرقص، التي دعت مهندسا معماريا آخر هو يوزف كلارفين، إلى تصميم إضافي للواجهة الغربية للفصول المواجهة للشارع. أضاف كلارفين طابقا ثالثا. 
كما بنى شوكن أيضا مكتبة في القدس من أجل مجموعة كتبه. وصمم المبنى إريش مندلسون، وبُنِي في 6 شارع بلفور. وذلك المبنى التاريخي اليوم هو مقر معهد شوكن للبحث العلمي اليهودي وهو جزء من المعهد اللاهوتي اليهودي في أمريكا. ويقع في المبنى مكتبة زالمان شوكن وأرشيفات ومجموعات مهمة أخرى من الكتب اليهودية وغيرها.

## التعويضات
وفي 12 يونيو 2014 قضت محكمة في برلين بالتعويض بمبلغ 50 مليون يورو إلى ورثة زالمان شوكن في إسرائيل، كجزء من التعويضات عن سلب النازيين شركة شوكن في عام 1938.